# Anna Hohenzollern (1487–1539)
Anna Hohenzollern (ur. 5 maja 1487 w Ansbach, zm. 7 lutego 1539 w Cieszynie) – margrabianka brandenburska, księżna cieszyńska.
Była córką Fryderyka Starszego, margrabiego na Ansbach i Zofii Jagiellonki. W 1518 roku poślubiła Wacława II, księcia cieszyńskiego. Owdowiała w 1524. Po śmierci teścia, Kazimierza II cieszyńskiego, w 1528, została, wraz z Janem z Pernsteinu, współregentką, w imieniu swojego syna – Wacława III Adama.
Oprócz Wacława III Adama miała nieznanego z imienia syna, zmarłego przed 1525 rokiem oraz córki Ludmiłę i Zofię.